# Битка код Милдорфа
Битка код Милдорфа вођена је 28. септембра 1322. године између баварске и аустријске војске. Завршена је баварском победом.

## Битка
Фридрих Лепи се са војском налазио у равници између Ина и Изена. Лудвиг Баварац је тежио да га туче пре него што му стигне помоћ од аустријског војводе Леополда. Уз помоћ свог рођака, чешког краља Јохана Луксембуршког и шлеског војводе Бернхарда, напао га је 28. септембра. У почетку је изгледало да ће битка решити у корист Фридриха јер је његов брат Хајнрих потиснуо чешког краља Јохана док је он сам поразио баварске витезове. Међутим, Лудвигова пешадија држала се упорно. Када се Лудвигов савезник, Фридрих Нирнбершки појавио са својим витезовима на боку аустријског распореда, Фридрих је помислио да наилази војвода Леополд. Но, када је нападнут у бок, битка је решена у корист Бавараца. Баварци су заробили 1400 људи укључујући и Фридриха и његовог брата Хајнриха. Битка код Милдорфа спада међу највеће у средњем веку.